# Moosberg (Solling)
Der Moosberg ist ein 513 m ü. NHN hoher Berg im Solling, einem Mittelgebirge, das sich im südlichen Niedersachsen (Deutschland) befindet.

## Geographie
Der Berg liegt im Hochsolling, dem zentralen und zugleich höchsten Teil des Sollings im Naturpark Solling-Vogler rund 1,5 km östlich von Neuhaus, einem Ortsteil von Holzminden.
Aus topografischen Karten sind auf dem Moosberg zum Beispiel durch trigonometrische Punkte drei verschiedene Höhen über Normalhöhennull ersichtlich: 513,0 m (Norden), 508,7 m (Mitte) und 508,6 m (Süden). 
Am Westhang des Moosbergs steht der Hochsollingturm. 

## Sehenswertes
Zu den Sehenswürdigkeiten am oder unweit des Moosbergs gehören: 
- Hochsollingturm
- Mecklenbruch (Hochmoor und Naturschutzgebiet)
- Wildpark Neuhaus (mit Waldmuseum)